# Veissella
Genre
Veissella est un genre d'araignées aranéomorphes de la famille des Salticidae.

## Distribution
Les espèces de ce genre se rencontrent en Afrique du Sud et aux Comores.

## Liste des espèces
Selon World Spider Catalog (version 18.0, 26/05/2017) :
- Veissella durbani (Peckham & Peckham, 1903)
- Veissella milloti Logunov & Azarkina, 2008

## Publication originale
- Wanless, 1984 : A review of the spider subfamily Spartaeinae nom. n. (Araneae: Salticidae) with descriptions of six new genera. Bulletin of the British Museum (Natural History) Zoology, vol. 46, no 2, p. 135-205 (texte intégral)